# إرلينغ لارس دالي
إرلينغ لارس دالي (بالنرويجية البوكمول: Erling Lars Dale)‏ هو بروفيسور نرويجي، ولد في 12 مارس 1947 في Ulvik ‏ في النرويج، وتوفي في 25 سبتمبر 2011 في كونغسفينغر في النرويج.